# Anchorage, Aljaska
Anchorage (službeno: Municipality of Anchorage) s 279.243 stanovnika (2008.) najveći je grad u američkoj saveznoj državi Aljaski. Na širem gradskom području živi 359.180 stanovnika (procjena 2007.), što je više od polovice ukupnog stanovništva Aljaske.

## Zemljopisne odrednice
Anchorage se nalazi u jugoistočnoj Aljaski, južno od Mount McKinleya, najvišeg vrha Sjeverne Amerike. Gledajući zemljopisnu širinu, leži malo sjevernije od Osla, Helsinkija i Sankt Peterburga.
Grad je smješten na uskom obalnom pojasu i na obroncima planine Chugach. Južno od grada je Turnagain Arm, fjord u kojem je plima među najvećim na svijetu, dok se estuarij Knik Arm nalazi sjeverozapadno. Zemljište je većinom muljevito i nestabilno.
Na Anchorage se prema sjeveru nastavlja općina ("borough") Matanuska-Susitna (Mat-Su dolina ili samo "dolina" među lokalnim stanovništvom), koja se smatra širim gradskim područjem. Premda je Mat-Su zapravo predgrađe Anchoragea, ta urbana sredina se prilično razlikuje od samog grada. U širem gradskom području se još nalaze i naselja Eagle River i Chugiak.
Područje ima ukupnu površinu od 5.079,20 km², od čega 4.395,80 km² otpada na kopno, a 683,40 km² na vodene površine.
Anchorage ima subarktičku klimu, podvrstu polarne klime, koju odlikuju kratka i svježa ljeta s čestom kišom. Zbog zemljopisne širine Anchoragea, ljeti su dani veoma dugi, a zimi veoma kratki. Prosječna ljetna temperatura kreće se između 13 i 26 °C, dok je zimi temperatura gotovo stalno ispod nule. Najniža temperatura zabilježena je 3. veljače 1947. godine i iznosila je -38.8 °C.
Zrak u gradskom području ponekad sadrži pepeo zbog blizine aktivnih vulkana, što zna prouzročiti probleme lokalnom stanovništvu.
Brojne divlje životinje, kao što su losovi, vukovi, američki crni medvjedi i grizliji, lutaju širim gradskim područjem, pa čak i samim centrom grada.

## Povijest
Grad je osnovan 1914. godine kao luka (eng. Anchorage = sidrište) za materijal dopreman za gradnju željezničke pruge, koja je dovršena 1923. godine. Na samom početku Anchorage nije bio više od šatorskog naselja, a ekonomija je bila vezana za željeznicu. Između 1930-ih i 1950-ih grad je postao važna zrakoplovna luka, kao i vojno središte.
Dana 27. ožujka 1964. grad je pogodio razorni potres magnitude 9,2 prema Mercalliju. Poginulo je 115 ljudi, a materijalna šteta je procijenjena na oko 2 milijarde $. Obnova grada potrajala je do kraja 1960-ih.
Godine 1968. u blizini je pronađeno nalazište nafte, što je pogodovalo daljnjem širenju grada i razvoju naftne industrije. Glavno obilježje Anchoragea i dalje je lučki transport, no i turizam je u porastu, posebice u ljetnim mjesecima.

## Gradska uprava
Gradom upravlja gradsko vijeće i gradonačelnik. Trenutni je gradonačelnik republikanac Dan Sullivan. Od 2003. do 2009. gradonačelnik je bio sadašnji senator Mark Begich, čiji je djed Ivan Begić emigrirao 1911. iz Hrvatske u SAD.

## Unutrašnje poveznice
- Popis gradova SAD-a

## Vanjske poveznice
- Turistički ured grada Anchoragea (engl.)
- Službena stranica grada (engl.)
- Virtualni posjet gradu kroz fotografije  Arhivirana inačica izvorne stranice od 25. listopada 2005. (Wayback Machine) (engl.)